# Avaluació de l'Oficina de Drets Humans de l'ONU sobre els problemes de drets humans a Xinjiang
L'Avaluació de l'ACNUDH sobre diverses qüestions preocupants en matèria de drets humans a la Regió Autònoma Uigur de Xinjiang, República Popular de la Xina (oficialment en anglès: OHCHR Assessment of human rights concerns in the Xinjiang Uyghur Autonomous Region, People’s Republic of China) és un informe publicat el 31 d'agost de 2022 per l'Oficina de l'Alt Comissariat de les Nacions Unides per als Drets Humans (ACNUDH) sobre el tracte que reben els uigurs i altres grups majoritàriament musulmans en la Regió Autònoma Uigur de Xinjiang, una regió autònoma de la República Popular de la Xina (RPX).
L'informe conclou que «l'abast de la detenció arbitrària i discriminatòria de membres dels uigurs i altres grups predominantment musulmans, de conformitat amb la llei i la política, en el context de les restriccions i la privació més general dels drets fonamentals de què gaudeixen individual i col·lectivament, pot constituir crims internacionals, en particular crims contra la humanitat».
Tot i els intents del govern de la RPX per intentar impedir la publicació de l'informe, l'aleshores Alta Comissariada de les Nacions Unides per als Drets Humans Michelle Bachelet la va publicar minuts abans que s'esgotés el seu mandat. El govern xinès va dir que l'informe estava basat en la «desinformació i les mentides fabricades per les forces antixineses», i va publicar un contrainforme de 131 pàgines. A més a més, va pressionar per via diplomàtica conjuntament amb Corea del Nord, Veneçuela i Cuba, que van demanar a la cap de l'ONU que no publiqués pas l'informe.
Per l'altra banda, l'informe va ser criticat per alguns activistes per no qualificar els crims de genocidi.